# Хо Джон
Хо Джон (кор. 허정, 許政, Heo Jeong, Hŏ Chŏng; 8 квітня 1896 — 18 вересня 1988) — корейський державний і політичний діяч, прем'єр-міністр і тимчасовий президент Корейської Республіки 1960 року.

## Біографія
Народився 1896 року в Пусані. 1922 року розпочав свою політичну діяльність, долучившись до прибічників Лі Синмана. Від 1922 до 1936 року Хо брав участь у корейському русі опору. 2 вересня 1945 року вступив до лав Корейської демократичної партії.
Від 1957 до 1959 року Хо Джон обіймав посаду мера Сеула, після чого був відряджений до Японії як спеціальний представник Кореї. 16 квітня 1960 року зайняв пост міністра закордонних справ, а 25 квітня очолив уряд (як в. о.). Вже наступного дня президент Лі Синман пішов у відставку, тому Хо став тимчасовим главою держави. 16 липня 1960 року Хо Джона офіційно призначено на пост прем'єр-міністра. Вийшов у відставку з обох постів після обрання Юн Бо Сона новим президентом Корейської республіки.